# Variations on a Dream
Variations on a Dream è un album in studio del gruppo musicale britannico The Pineapple Thief, pubblicato il 16 maggio 2001.

## Tracce
1. We Subside – 4:59
2. This Will Remain Unspoken – 3:27
3. Vapour Trails – 9:04
4. Rum Me Tough – 4:30
5. The Bitter Pill – 4:42
6. Resident Alien – 4:17
7. Sooner or Later – 4:14
8. Part Zero – 7:29
9. Preserve – 5:44
10. Keep Dreaming – 4:26
11. Remember Us – 16:09

## Formazione
- Bruce Soord – voce, chitarra, tastiera, percussioni
- Steve Kitch – pianoforte, Rhodes, tastiera, mellotron
- Jon Sykes – basso, cori
- Nik Lang - batteria